# Schlage doch, gewünschte Stunde, BWV 53
Schlage doch, gewünschte Stunde, BWV 53, és una cantata de funeral, que consta d'una única ària, amb possible text de Salomo Franck i música de Georg Melcior Hoffmann, que ha deixat d'atribuir-se a Bach.

## Discografia seleccionada
- J.S. Bach: Sacred Cantatas for Alto 53, 54, 169, 170 & 200. Helmuth Müller-Brühl, Cologne Chamber Orchestra, Marianne Beate Kielland. (Naxos), 2005.
- J.S. Bach: Alto Cantatas 35, 53 & 82. Chiara Banchini, Ensemble 45, René Jacobs. (Harmonia Mundi), 2003.
- J.S. Bach: Cantatas 53, 82, 170 & 200. Kenneth Sillito, Academy of St Martin in the Fields, Kowalski. (Capriccio), 1993.